# Cartoon Network (Japão)
Cartoon Network Japão é um canal dedicado ao público infantil que é transmitido pela SKY Perfect!, baseada em uma transmissão de plataformas, a partir de transmissões a cabo. O Cartoon Network exibe uma programação anime severa, diferente do Cartoon Network tradicional, o do Japão quase não se interessa em adquirir programas ocidentais. Os programas estão disponíveis em inglês e japonês (dublado).

## Blocos de Programação Atuais
Boomerang

Logo original usado entre 1 de setembro de 1997 e 1 de janeiro de 2006.

É similar ao canal Boomerang dos Estados Unidos, o horário varia entre 23h-01h, exibe desenhos clássicos ocidentais como Os Jetsons, e Homem-Pássaro entre também alguns clássicos japoneses.
Cartoon Midnight
É um bloco das madrugadas, que exibe vários filmes internacionais.
Cartoon Network Theatre → Cartoon Network Popcorn
Estreia filmes, aka "The Flicks" no Cartoon Network dos Estados Unidos, é exibido entre 11h e 12h30.

## Antigos Blocos de Programação
Pipora Pepora
É a programação pré-escolar do Cartoon Network Japão. Há um apresentador que indica que séries serão exibidas, mas são somente programação pré-escolar.
Toonami
Baseado no bloco de ação americano, Toonami, foi exibido das 16h às 17h, o robô TOM dava as boas-vindas e apresentava os desenhos de ação ocidentais como Os Jovens Titãs e O Batman.
Gururi! World Tour
Um showcase de vários desenhos de países, exibia-se entre 11h e 12h.

## Séries Exibidas
- Angela Anaconda
- A Família Addams
- A Mansão Foster para Amigos Imaginários
- As Meninas Super Poderosas
- As Terríveis Aventuras de Billy & Mandy
- Chowder
- Cocota e Motoca
- Coragem, o Cão Covarde
- Dois Cachorros Bobos
- Dragon Ball Z
- Jelly Jamm
- Oswaldo
- Hi Hi Puffy Ami Yumi
- KND - A Turma do Bairro
- Meu Amigo da Escola é um Macaco
- O Acampamento de Lazlo
- Os Flintstones
- Os Jetsons
- Peanuts
- O Show do Pernalonga
- Pernalonga e Patolino
- Popeye
- Ruby Gloom
- Sailor Moon
- Space Ghost
- Tensai Bakabon
- Tom & Jerry
- Uma Classe do Barulho
- Wally Gator
- Zé Colméia